# Molly's Pilgrim
Molly's Pilgrim é um filme de drama em curta-metragem estadunidense de 1985 dirigido e escrito por Jeffrey D. Brown. Venceu o Oscar de melhor curta-metragem em live action na edição de 1986.

## Elenco
- Lilly Balaban - Kate
- Jessica Bertan - Estudante
- Travis Blank - Arthur
- Robert Clohessy - Professora de Educação Física
- Barbara Cohen - Inspetora
- Greg Donohue - Estudante
- Sophia Eliazova - Molly
- Marcus Reboa - Estudante